# Estil de Vancouver
L'Estil Vancouver, també conegut com estil de referència Vancouver o sistema autor-número és un sistema de citació que utilitza números en el text per fer referència a les entrades de la llista de referències. És un conjunt de normes popular en la publicació de manuscrits en l'àmbit de les Ciències de la Salut. També és conegut pel mateix nom el subconjunt d'aquelles normes referit a la manera de realitzar referències bibliogràfiques. És normalment utilitzat per MEDLINE i PubMed.
Centenars de revistes científiques utilitzen aquest sistema de referència. Totes segueixen la mateixa lògica essencial (és a dir, cites numerades que apunten a entrades de la llista de referències), tot i que els detalls trivials, com ara la puntuació, les majúscules i minúscules dels títols i la cursiva, varien molt entre elles. Els noms "sistema Vancouver" o "estil de Vancouver" existeixen des de 1978.
L'última versió és Citing Medicine, segons la secció References > Style and Format de les ICMJE Recomandations for the Conduct, Reporting, Editing, and Publication of Scholarly Work in Medical Journals. Aquestes recomanacions, la Convenció de Vancouver i les directrius de Vancouver, tenen un abast molt més ampli que només l'estil de citació: proporcionen directrius ètiques per als escriptors i les normes de coautoria en les col·laboracions científiques per evitar fraus. El Conveni implica a més a més el compliment de la Declaració de Hèlsinki, i els projectes de recerca han de ser recomanats per un comitè d'ètica independent.
En sentit ampli, el sistema Vancouver fa referència a qualsevol sistema autor-número, independentment dels detalls de format. Una definició més restringida del sistema Vancouver fa referència a un format específic d'autor-número especificat per les Recomanacions de l'ICMJE (Requisits Uniformes per a Manuscrits, URM). Per exemple, l'estil de referència AMA és estil Vancouver en sentit ampli perquè és un sistema de autor-número que s'ajusta a l'URM, però no en sentit estricte perquè el format difereix en alguns detalls menors de l'estil NLM/PubMed (com el que està en cursiva i si els números de cita estan entre claudàtors).

## Història
Els sistemes autor-número existeixen des de fa més d'un segle i durant tot aquest temps han estat un dels tipus d'estil de citació principals a les revistes científiques (l'altre és l'autor-data). El 1978, un comitè d'editors de diverses revistes mèdiques, el Comitè Internacional d'Editors de Revistes Mèdiques (CIERM), es va reunir a Vancouver, Columbia Britànica, Canadà, per acordar un conjunt unificat de requisits per als articles d'aquestes revistes. D'aquesta reunió van sorgir els Requisits Uniformes per als Manuscrits Enviats a Revistes Biomèdiques (URM). Part dels URM és l'estil de referència, per al qual el CIERM va seleccionar el principi d'autor-número establert des de fa temps.
Les URM es van desenvolupar 15 anys abans que debutés la World Wide Web. Durant aquests anys, es van publicar com a articles o suplements en diverses revistes membres de l'ICMJE. Entre elles, la publicació BMJ de 1991, la publicació CMAJ de 1995 i la publicació Annals of Internal Medicine de 1997. A finals de la dècada de 1990 i principis de la de 2000, es va demanar a les revistes que citessin la versió JAMA de 1997 en reimprimir els requisits uniformes.
A principis de la dècada del 2000, quan la Web s'havia convertit en una força important en la vida acadèmica, es va anar imposant la idea que el lloc lògic per a la darrera edició dels URM seria el propi lloc web del0 ICMJE (en lloc de qualsevol article o suplement de revista que hagués publicat una actualització més recentment). Per exemple, a partir del 2004, els editors de Haematologica van decidir simplement convidar els seus autors a visitar www.icmje.org per consultar la revisió del 2003 dels Requisits uniformes.
Des de principis o mitjans de la dècada de 2000, la Biblioteca Nacional de Medicina dels Estats Units (que gestiona MEDLINE i PubMed) ha albergat les pàgines de Referències de mostra del ICMJE. Al voltant de 2007, la NLM va crear Citing Medicine , la vostra guia d'estil per a l'estil de cites, com una nova llar per als detalls de l'estil.

## Ús
Les referències bibliogràfiques s'enumeren consecutivament en l'ordre d'aparició al text. I s'identifiquen mitjançant nombres aràbics entre parèntesis (1), corxeres [1], superíndex ¹, o una combinació de corxeres més superíndex [1].
Existeixen 41 formats de cites diferents per a diversos tipus de fonts bibliogràfiques (llibres, articles de revistes, etc.)

### Articles de revistes
Estructura general: Autor/s. Títol de l'article. Abreviatura internacional de la revista. Any; volum (número): pàgina incial-final de l'article. Si els autors són més de sis, es mencionen els primers sis seguits de l'abreviatura et al.

#### Article estàndard
Exemple: Medrano MJ, Cerrato E, Boix R, Delgado-Rodríguez M. Factores de riesgo cardiovascular en la población española: metaanálisis de estudios transversales. Med Clin (Barc). 2005; 124(16): 606-12.
Exemple: Sosa Henríquez M, Filgueira Rubio J, López-Harce Cid JA, Díaz Curiel M, Lozano Tonkin C, del Castillo Rueda A et al. ¿Qué opinan los internistas españoles de la osteoporosis?. Rev Clin Esp. 2005; 205(8): 379-82.

#### Organització o equip com a autor
Grupo de Trabajo de la SEPAR. Normativa sobre el manejo de la hemoptisis amenazante. Arch Bronconeumol 1997; 33: 31-40.

#### Autoria compartida entre autors i un equip
Jiménez Hernández MD, Torrecillas Narváez MD, Friera Acebal G. Grupo Andaluz para el Estudio de Gabapentina y Profilaxis Migrañosa. Eficacia y seguridad de la gabapentina en el tratamiento preventivo de la migraña. Rev Neurol. 2002; 35: 603-6.

#### No s'indica autor
21st century heart solution may have a sting in the tail. BMJ. 2002; 325(7357): 184.

#### Artícle en un altre idioma diferent de l'anglés
Nota: Els articles han de ser escrits en el seu idioma original si la grafia és llatina
Sartori CA, Dal Pozzo A, Balduino M, Franzato B. Exérèse laparoscopique de l'angle colique gauche. J Chir (Paris). 2004; 141: 94-105.

#### Suplement d'un volum
Plaza Moral V, Álvarez Gutiérrez FJ, Casan Clará P, Cobos Barroso N, López Viña A, Llauger Rosselló MA et al. Comité Ejecutivo de la GEMA. Guía Española para el Manejo del Asma (GEMA). Arch Bronconeumol. 2003; 39 Supl 5: 1-42.

#### Suplement d'un número
Glauser TA. Integrating clinical trial data into clinical practice. Neurology. 2002; 58 (12 Suppl 7): S6-12.

#### Part d'un volum
Abend SM, Kulish N. The psychoanalytic method from an epistemological viewpoint. Int J Psychoanal. 2002; 83(Pt 2): 491-5.

#### Part d'un número
Ahrar K, Madoff DC, Gupta S, Wallace MJ, Price RE, Wright KC. Development of a large animal model for lung tumors. J Vasc Interv Radiol. 2002; 13(9 Pt 1): 923-8.

#### Número sense volum
Fleta Zaragozano J, Lario Elboj A, García Soler S, Fleta Asín B, Bueno Lozano M, Ventura Faci P et al. Estreñimiento en la infancia: pauta de actuación. Enferm Cient. 2004; (262-263): 28-33.

#### Sense número ni volum
Outreach: bringing HIV-positive individuals into care. HRSA Careaction. 2002 Jun:1-6.

#### Paginació en nombres romans
Chadwick R, Schuklenk U. The politics of ethical consensus finding. Bioethics. 2002; 16(2): III-V.

#### Indicació del tipus d'article segons correspongui
(editorial, carta, resum)
Castillo Garzón MJ. Comunicación: medicina del pasado, del presente y del futuro [editorial]. Rev Clin Esp. 2004;204(4):181-4.
Rivas Otero B de, Solano Cebrián MC, López Cubero L. Fiebre de origen desconocido y disección aórtica [carta]. Rev Clin Esp. 2003;203;507-8.
Vázquez Rey L, Rodríguez Trigo G, Rodríguez Valcárcel ML, Verea Hernando H. Estudio funcional respiratorio en pacientes candidatos a trasplante hepático [resumen]. Arch Bronconeumol. 2003; 39 supl. 2:29-30

#### Article que conté una retractació
Retraction of "Biotransformation of drugs by microbial cultures for predicting mammalian drug metabolism". Biotechnol Adv. 2004 ;22(8):619. Retractación de: Srisilam K, Veeresham C. Biotechnol Adv. 2003 Mar;21(1):3-39.

#### Article objecte de retractació
Srisilam K, Veeresham C. Biotransformation of drugs by microbial cultures for predicting mammalian drug metabolism Biotechnol Adv. 2003 Mar;21(1):3-39. Rectractación en: Moo-Young M. Biotechnol Adv. 2004 ;22(8):617.

#### Article reeditat amb correccions
Mansharamani M, Chilton BS. The reproductive importance of P-type ATPases. Mol Cell Endocrinol. 2002; 188(1-2): 22-5. Corregido y vuelto a publicar en: Mol Cell Endocrinol. 2001; 183(1-2): 123-6.

#### Article sobre el que s'ha publicat una fe d'errates
Malinowski JM, Bolesta S. Rosiglitazone in the treatment of type 2 diabetes mellitus: a critical review. Clin Ther 2000; 22(10): 1151-68; discusión 1149-50. Fe de erratas en: Clin Ther. 2001; 23(2): 309.

#### Artícle publicat electronicament abans que en versió impresa
Sait KH, Ashour A, Rajabi M. Pregnancy outcome in non-gynecologic cancer. Arch Gynecol Obstet. 2004 Jun 2 [Epub ahead of print].
Sait KH, Ashour A, Rajabi M. Pregnancy outcome in non-gynecologic cancer. Arch Gynecol Obstet. 2005 Apr; 271(4): 346-9. Epub 2004 Jun 2.

### Llibres i altres monografies
Estructura general: Autor/s.Títol del llibre. Edició. Lloc de publicació: Editorial; any.
La primera edició no és necessari consignar-la. L'edició sempre es posa en números aràbics i abreviatura: 2ª ed. Si l'obra està composta per més d'un volum, ho hem de citar a continuació del títol del llibre: Vol 3.

#### Autors individuals
Jiménez Murillo L, Montero Pérez FJ. Compendio de Medicina de Urgencias: guía terapéutica. 2ª ed. Madrid: Elsevier; 2005.

#### Director(s), compilador(s) com autor
Espinás Boquet J. coordinador. Guía de actuación en Atención Primaria. 2ª ed. Barcelona: Sociedad Española de Medicina; 2002.
Teresa E de, editor. Cardiología en Atención Primaria. Madrid: Biblioteca Aula Médica; 2003.

#### Autor(s) i editor(s)
Breedlove GK, Schorfheide AM. Adolescent pregnancy. 2ª ed. Wieczorek RR, editor. White Plains (NY): March of Dimes Education Services; 2001.

#### Organització com autor
Comunidad de Madrid. Plan de Salud Mental de la Comunidad de Madrid 2003-2008. Madrid: Comunidad de Madrid, Consejería de Sanidad; 2002.

#### Capítol de llibre
Autor/s del capítol. Títol del capítol. A*: Director/Coordinador/Editor del llibre. Títol del llibre. Edició. Lloc de publicació: Editorial; any. pàgina inicial-final del capítol.
Mehta SJ. Dolor abdominal. En: Friedman HH, coordinador. Manual de Diagnóstico Médico. 5ª ed. Barcelona: Masson; 2004. p.183-90.

#### Actes de congressos
Segundo Congreso Nacional de la Asociación Española de Vacunología. Las Palmas de Gran Canaria; 13-15 de noviembre de 2003. Madrid: Asociación Española de Vacunología; 2003.

#### Comunicació presentada a un congrés
Autor/s de la Comunicació/Ponencia. Títol de la Comunicació/Ponencia. A: Títol oficial del Congré. Lloc de Publicació: Editorial; any. pàgina inicial-final de la comunicació/ponencia.
Castro Beiras A, Escudero Pereira J. El Área del Corazón del Complexo Hospitalario Universitario de A Coruña (CHUAC). En: Libro de Ponencias: V Jornadas de Gestión y Evaluación de Costes Sanitarios. Bilbao; Ministerio de Sanidad y Consumo, Gobierno Vasco; 2000.p. 12-22.

#### Informe científic o tècnic
Autor/s. Títol de l'informe. Lloc de publicació: Organismes/Agència editora; any. Número o serie identificativa de l'informe.
Organización Mundial de la Salud. Factores de riesgo de enfermedades cardiovasculares: nuevas esferas de investigación. Informe de un Grupo Científico de la OMS. Ginebra: OMS; 1994. Serie de Informes Técnicos: 841.

#### Tesi doctoral
Autor. Títol de la tesi [tesi doctoral]. Lloc de publicació: Editorial; any.
Muñiz García J. Estudio transversal de los factores de riesgo cardiovascular en población infantil del medio rural gallego [tesis doctoral]. Santiago: Servicio de Publicaciones e Intercambio Científico, Universidad de Santiago; 1996.

#### Patent
Joshi RK, Strebel HP, inventores; Fumapharm AG, titular. Utilización de derivados de ácido fumárico en la medicina de trasplante. Patente Europea. ES 2195609T3. BOPI 1-12-2003.

### Altres treballs publicats

#### Article de diari
Autor de l'article. Títol de l'article. Nom del diari. Día mes any; Secció: pàgina (columna).
Carrasco D. Avalado el plazo de cinco años para destruir parte de la HC. Diario Médico. Viernes 23 de julio de 2004; Normativa: 8.
Espiño I. ¿Le va mejor al paciente que participa en un ensayo clínico?. El Mundo sábado 31 de enero de 2004. Salud: S6 (Oncología).

#### Material audiovisual
Autor/s. Títol de la videocinta [videocinta]. Lloc d'edició: Editorial; any. Aplicable a tots els suports audiovisuals.
Borrel F. La entrevista clínica. Escuchar y preguntar. [video] Barcelona: Doyma; 1997.

#### Documents legals
(lleis, decrets, ordres, etc)
Títol de la llei/decret/ordre...(Nom del Boletí Oficial, número, data de publicació)
Estatuto Marco del personal estatutario de los servicios de salud. Ley 55/2003 de 16 de desembre. Boletín Oficial del Estado, nº 301, (17-12-2003).
Proyecto de Ley. Ordenación de las profesiones sanitarias. Boletín Oficial de las Cortes Generales. Congreso de los Diputados, (23 de maig de 2003).

#### Mapa
Nom del mapa [tipus de mapa]. Lloc de publicació: Editorial; any.
Sada 21-IV (1 a 8) [mapa topogràfic]. Madrid: Ministerio de Obras Públicas y Urbanismo, Dirección General del Instituto Geográfico Nacional; 1991.

#### Diccionaris i obres de consulta
Dorland Diccionario Enciclopédico Ilustrado de Medicina. 28ª ed. Madrid: McGraw-Hill, Interamericana; 1999. Afasia; p. 51.

### Material no publicat
La NLM prefereix "de próxima aparició" (en anglés: forthcoming) perque no tots els temes seràn publicats.

#### En prensa
Leshner AI. Molecular mechanisms of cocaine addiction. N Engl J Med. En prensa 1997.

### Material electrónic

#### CD-ROM
Autor/s. Títol [CD-ROM]. Edició. Lloc: Editorial; any.
Best CH. Bases fisiológicas de la práctica médica [CD-ROM]. 13ª ed. Madrid: Editorial Médica Panamericana; 2003.

#### Artícle de revista a internet
Autor/s de l'article. Títol de l'article. Nom de la revista [revista a Internet] any [data de consulta]; volum (número): [Extensió/pàgines]. Direcció electrónica.
Francés I, Barandiarán M, Marcellán T, Moreno L. Estimulación psicocognoscitiva en las demencias. An Sist Sanit Navar [revista a Internet] 2003 septiembre-diciembre. [acceso 19 de octubre de 2005]; 26(3). Disponible en: {{format ref}} http://www.cfnavarra.es/salud/anales/textos/vol26/n3/revis2a.html

#### Monografía a Internet
Autor/s o Director/Coordinador/Editor. Títol [monografía a Internet]. Edició. Lloc de publicació: Editor; any [data de consulta]. Direcció electrónica.
Moraga Llop FA. Protocolos diagnósticos y terapéuticos en Dermatología Pediátrica. [monografía en Internet]. Madrid: Asociación Española de Pediatría; 2003 [acceso 19 de diciembre de 2005]. Disponible en: {{format ref}} http://www.aeped.es/protocolos/dermatologia/index.htm
Zaetta JM, Mohler ER, Baum R. Indications for percutaneous interventional procedures in the patient with claudication. [Monografía en Internet]. Walthman (MA): UpToDate; 2005 [acceso 30 de enero de 2006]. Disponible en: {{format ref}} http://www.uptodate.com/

#### Seu Web o Pàgina principal d'inici d'un lloc Web
Autor/s. Títol [seu Web]. Lloc de publicació: Editor; Data de publicació [Data d'actualització; data d'accés]. Direcció electrónica.
Fisterra.com, Atención Primaria en la Red [sede Web]. La Coruña: Fisterra.com; 1990- [actualizada el 3 de enero de 2006; acceso 12 de enero de 2006]. Disponible en: {{format ref}} http://www.fisterra.com

#### Part d'una pàgina d'un lloc o seu Web
Títol de la pàgina [seu Web]. Lloc de publicació: Editor; Data de publicació [Data d'actualització/revisió; data d'accés]. Títol de la secció [número de pàgines o pantalles]. Direcció electrónica.
Medicina Interna de Galicia [sede Web]. Lugo: Sociedad Gallega de Medicina Interna; 2005 [acceso 19 de diciembre de 2005]. De Pablo Casas M, Pena Río JL. Guía para la prevención de complicaciones infecciosas relacionadas con catéteres intravenosos. Disponible en: {{format ref}} https://web.archive.org/web/20120729020553/http://www.meiga.info/guias/Cateteres.asp.
American Medical Association [sede Web]. Chicago: The Association; c1995-2002 [actualizado 5 de diciembre de 2005; acceso 19 de diciembre de 2005]. AMA Office of Group Practice Liaison; [aproximadamente 2 pantallas]. Disponible en: {{format ref}} https://web.archive.org/web/20090219143129/http://www.ama-assn.org/ama/pub/category/1736.html.

#### Base de dades a Internet
Institució/Autor. Títol [base de dades a Internet]. Lloc de publicació: Editor; Data de creació, [data d'actualització; data de consulta]. Direcció electrónica.
Cuiden [base de dades a Internet]. Granada: Fundación Index [actualizada en abril de 2004; acceso 19 de diciembre de 2005]. Disponible en: {{format ref}} https://web.archive.org/web/20110906072945/http://www.doc6.es/index/
PubMed [base de dades a Internet]. Bethesda: National Library of Medicine; 1966- [fecha de acceso 19 de diciembre de 2005]. Disponible en: {{format ref}} http://www.ncbi.nlm.nih.gov/PubMed/

#### Part d'una base de dades a Internet
MeSH Browser [base de datos en Internet]. Bethesda (MD): National Library of Medicine (US); 2002 [acceso 19 de diciembre de 2005]. Meta-analysis; unique ID D015201 [aproximadamente 3 pantallas]. Disponible en: {{format ref}} http://www.nlm.nih.gov/mesh/MBrowser.html. Ficheros actualizados semanalmente.
The Cochrane Database, Issue 3, 2004. [base de datos en Internet]. Oxford: Update Software Ltd; 1998- [fecha de consulta 17 de agosto de 2005]. Cranney A, Welch V, Adachi JD, Guyatt G, Krolicki N, Griffith L, Shea B, Tugwell P, Wells G. Etidronate for treating and preventing postmenopausal osteoporosis (Cochrane Review) [aproximadamente 2 pantallas]. Disponible en: {{format ref}} http://www.update-software.com/cochrane/.